# Poet laureate
Poet laureate (i plural poets laureate) är ett engelskspråkigt uttryck för en poet som officiellt utnämnts av en regering och som ofta förväntas skapa dikter för statliga evenemang eller andra officiella sammanhang. I Storbritannien har termen använts i århundraden för en officiell poet tillägnad monarken, utnämnd på livstid sedan Karl II av Englands tid. På svenska översätts uttrycket ofta till hovpoet.

## Poets laureates i Storbritannien

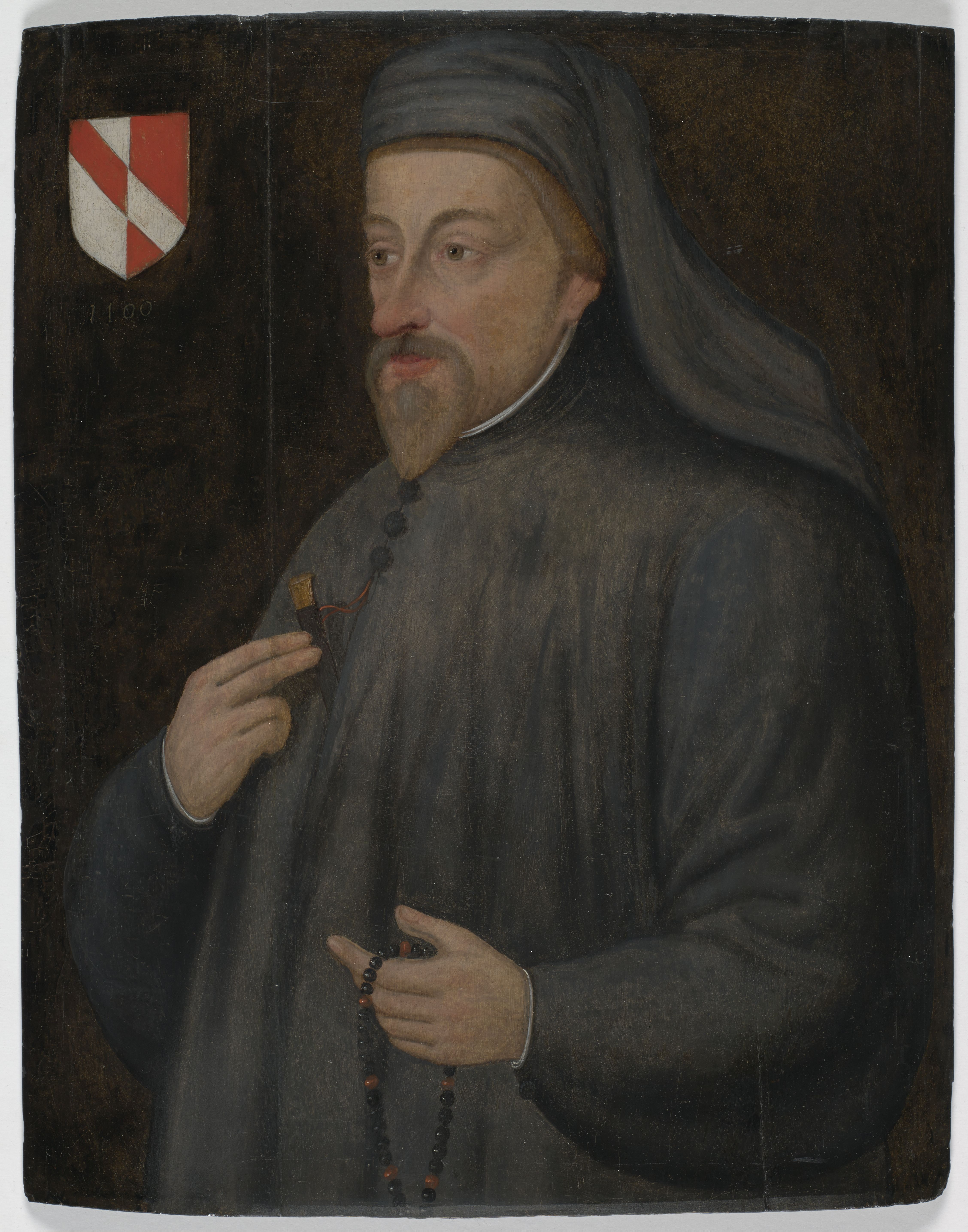
Geoffrey Chaucer.

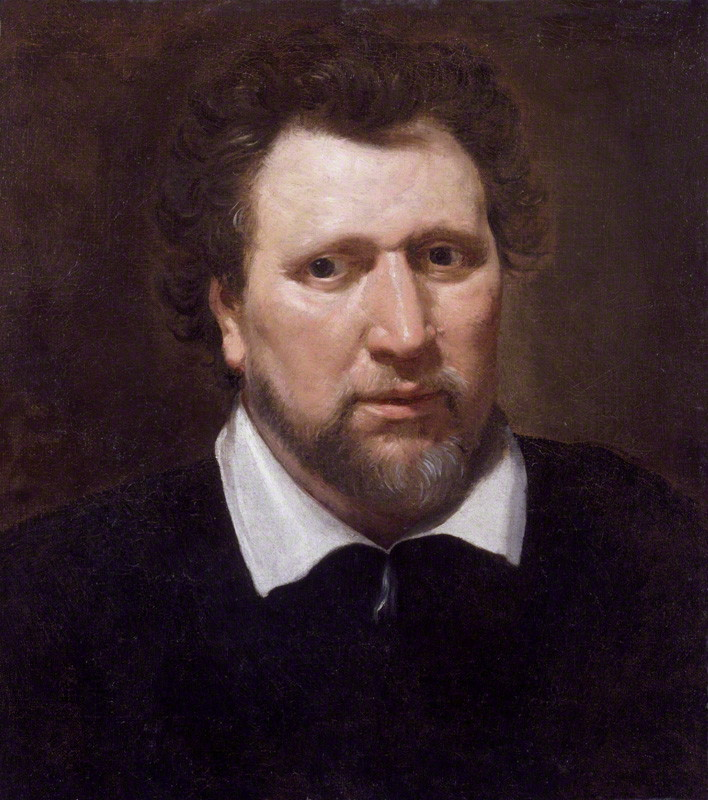
Ben Jonson.

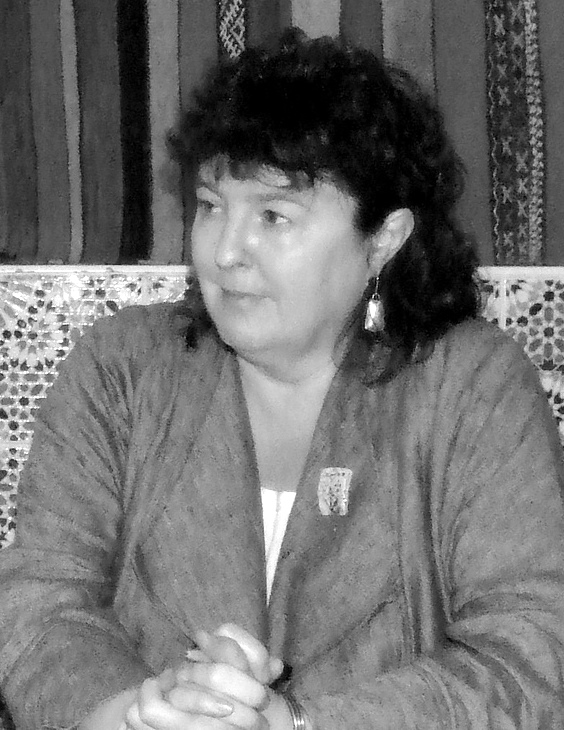
Carol Ann Duffy, poet laureate i Storbritannien sedan 2009.

### Medeltiden
- Gulielmus Peregrinus
- Master Henry
- Geoffrey Chaucer
- John Kay

### Tudortiden
- Bernard André
- John Skelton
- Edmund Spenser

### Från 1599
- 1599 Samuel Daniel
- 1616 Ben Jonson
- 1637 William Davenant
- 1670 John Dryden
- 1689 Thomas Shadwell
- 1692 Nahum Tate
- 1715 Nicholas Rowe
- 1718 Laurence Eusden
- 1730 Colley Cibber
- 1757 William Whitehead, efter avslag av Thomas Gray
- 1785 Thomas Warton, efter avslag av William Mason
- 1790 Henry James Pye
- 1813 Robert Southey, efter avslag av Walter Scott
- 1843 William Wordsworth
- 1850 Alfred Tennyson
- 1896 Alfred Austin, efter avslag av William Morris
- 1913 Robert Bridges
- 1930 John Masefield
- 1967 Cecil Day-Lewis
- 1972 John Betjeman
- 1984 Ted Hughes, efter avslag av Philip Larkin
- 1999 Andrew Motion
- 2009 Carol Ann Duffy
- 2019 Simon Armitage